# Campionato sudafricano di Formula 1 1962
La stagione 1962 del Campionato sudafricano di Formula 1 fu la terza della serie. Partì il 20 gennaio e terminò il 2 dicembre, dopo 12 gare. Il campionato venne vinto da Ernie Pieterse che utilizzò una Heron-Alfa Romeo e una Lotus-Coventry Climax.

## Risultati e classifiche

### Risultati
| Gara | Gran Premio                | Circuito                                  | Data        | Vincitore                    | Vettura                   |
| ---- | -------------------------- | ----------------------------------------- | ----------- | ---------------------------- | ------------------------- |
| 1    | Pat Fairfield Memorial     | Circuito di Roy Hesketh, Pietermaritzburg | 20 gennaio  | Fanie Viljoen Trevor Blokdyk | Cooper-Climax Cooper-Ford |
| 2    | Rand Autumn Trophy         | Circuito di Kyalami                       | 17 marzo    | John Love                    | LDS-Porsche               |
| 3    | Coronation 100             | Circuito di Roy Hesketh, Pietermaritzburg | 23 aprile   | Ernie Pieterse               | Lotus-Climax              |
| 4    | Royal Show Races           |                                           | 22 giugno   | Syd van der Vyver            | Lotus-Climax              |
| 5    | Republic Festival          | Circuito di Kyalami                       | 30 giugno   | Ernie Pieterse               | Lotus-Climax              |
| 6    | Border 100                 | Circuito di East London                   | 9 luglio    | Ernie Pieterse               | Lotus-Climax              |
| 7    | Westmead 120               | Circuito di Westmead                      | 15 luglio   | Doug Serrurier               | LDS-Alfa Romeo            |
| 8    | Governor General Cup       | Circuito di Lorenço Marques               | 22 luglio   | Peter de Klerk               | Alfa Special              |
| 9    | Rand Winter Trophy         | Circuito di Kyalami                       | 4 agosto    | Ernie Pieterse               | Lotus-Climax              |
| 10   | Rand Spring Trophy         | Circuito di Kyalami                       | 10 ottobre  | Gary Hocking                 | Lotus-Climax              |
| 11   | Total Cup                  | Circuito di Zwartkops                     | 24 novembre | Gary Hocking                 | Lotus-Climax              |
| 11   | Gran Premio della Rhodesia | Circuito di Kumalo                        | 2 dicembre  | Gary Hocking                 | Lotus-Climax              |